# Мірешу-Маре (Марамуреш)
Мірешу-Маре (рум. Mireșu Mare) — село у повіті Марамуреш в Румунії. Адміністративний центр комуни Мірешу-Маре.
Село розташоване на відстані 402 км на північний захід від Бухареста, 26 км на південний захід від Бая-Маре, 83 км на північ від Клуж-Напоки.

## Населення
За даними перепису населення 2002 року у селі проживали 1518 осіб, з них 1515 осіб (99,8%) румунів. Рідною мовою 1516 осіб (99,9%) назвали румунську.